# Skytrax
Skytrax est un organisme de consultation basé à Londres au Royaume-Uni, face publique du Inflight Research Services (services de recherche des conditions de vol), effectuant des recherches pour les compagnies aériennes. Sur la base de statistiques, il classe les meilleures compagnies aériennes, compagnies aériennes à bas prix, aéroports, catering, première classe, classe affaires, classe économique, personnel navigant commercial, etc.,.

## Histoire
Établi en 1989, Skytrax a évalué plus de 238 compagnies aériennes et 148 aéroports au cours des dernières années. Skytrax possède aussi un forum où les passagers d'une compagnie aérienne peuvent délivrer leurs commentaires à l'attention d'autres utilisateurs potentiels de cette compagnie. L'organisme possède aussi des revues sur les vols, des vérificateurs de vols, et des surveillances concernant la satisfaction. Mais il est surtout connu pour ses rapports annuels World Airline Awards (Classement des compagnies aériennes internationales) et World Airport Awards (Classement des aéroports internationaux). La recherche du Inflight Research Services a été utilisée par le gouvernement du Royaume-Uni pour formuler les normes du transport aérien, par exemple dans le cinquième rapport du comité de sélection sur la science et la technologie de la Chambre des lords.

## Classements

### Meilleures compagnies aériennes mondiales
Selon Skytrax, voici les sept meilleures compagnies aériennes au monde classées 5 étoiles au niveau de leur qualité de services :
| Année | 1re                | 2e                 | 3e                 |
| ----- | ------------------ | ------------------ | ------------------ |
| 2001  | Emirates           | Singapore Airlines | Cathay Pacific     |
| 2002  | Emirates           | Cathay Pacific     | Singapore Airlines |
| 2003  | Cathay Pacific     | Emirates           | Singapore Airlines |
| 2004  | Singapore Airlines | Emirates           | Cathay Pacific     |
| 2005  | Cathay Pacific     | Qantas             | Emirates           |
| 2006  | British Airways    | Qantas             | Cathay Pacific     |
| 2007  | Singapore Airlines | Thai Airways       | Cathay Pacific     |
| 2008  | Singapore Airlines | Cathay Pacific     | Qantas             |
| 2009  | Cathay Pacific     | Singapore Airlines | Asiana             |
| 2010  | Asiana             | Singapore Airlines | Qatar Airways      |
| 2011  | Qatar Airways      | Singapore Airlines | Asiana             |
| 2012  | Qatar Airways      | Asiana             | Singapore Airlines |
| 2013  | Emirates           | Qatar Airways      | Singapore Airlines |
| 2014  | Cathay Pacific     | Qatar Airways      | Singapore Airlines |
| 2015  | Qatar Airways      | Singapore Airlines | Cathay Pacific     |
| 2016  | Emirates           | Qatar Airways      | Singapore Airlines |
| 2017  | Qatar Airways      | Singapore Airlines | All Nippon Airways |
| 2018  | Singapore Airlines | Qatar Airways      | All Nippon Airways |
| 2019  | Qatar Airways      | Singapore Airlines | All Nippon Airways |
| 2021  | Qatar Airways      | Singapore Airlines | All Nippon Airways |
| 2022  | Qatar Airways      | Singapore Airlines | Emirates           |
| 2023  | Singapore Airlines | Qatar Airways      | All Nippon Airways |
| 2024  | Qatar Airways      | Singapore Airlines | Emirates           |

Depuis 2011, la compagnie aérienne nord-coréenne Air Koryo occupe la dernière place du classement sur 600 compagnies aériennes.
Depuis 2014, la compagnie émiratie Etihad Airways a fait le choix de ne plus faire partie du classement Skytrax, offrant des prestations de luxe qu'elle ne souhaite pas comparer avec ses concurrents, et n'acceptant pas les 4 étoiles que Skytrax lui attribue année après année.
À l'occasion du Salon international de l'aéronautique et de l'espace de Paris-Le Bourget 2017, Qatar Airways a retrouvé la première place du podium qu'occupait Emirates en 2016. La grande nouveauté de cette année-là est l'arrivée de All Nippon Airways pour la première fois dans le trio de tête[réf. nécessaire].

### Compagnie aérienne européenne de l'année

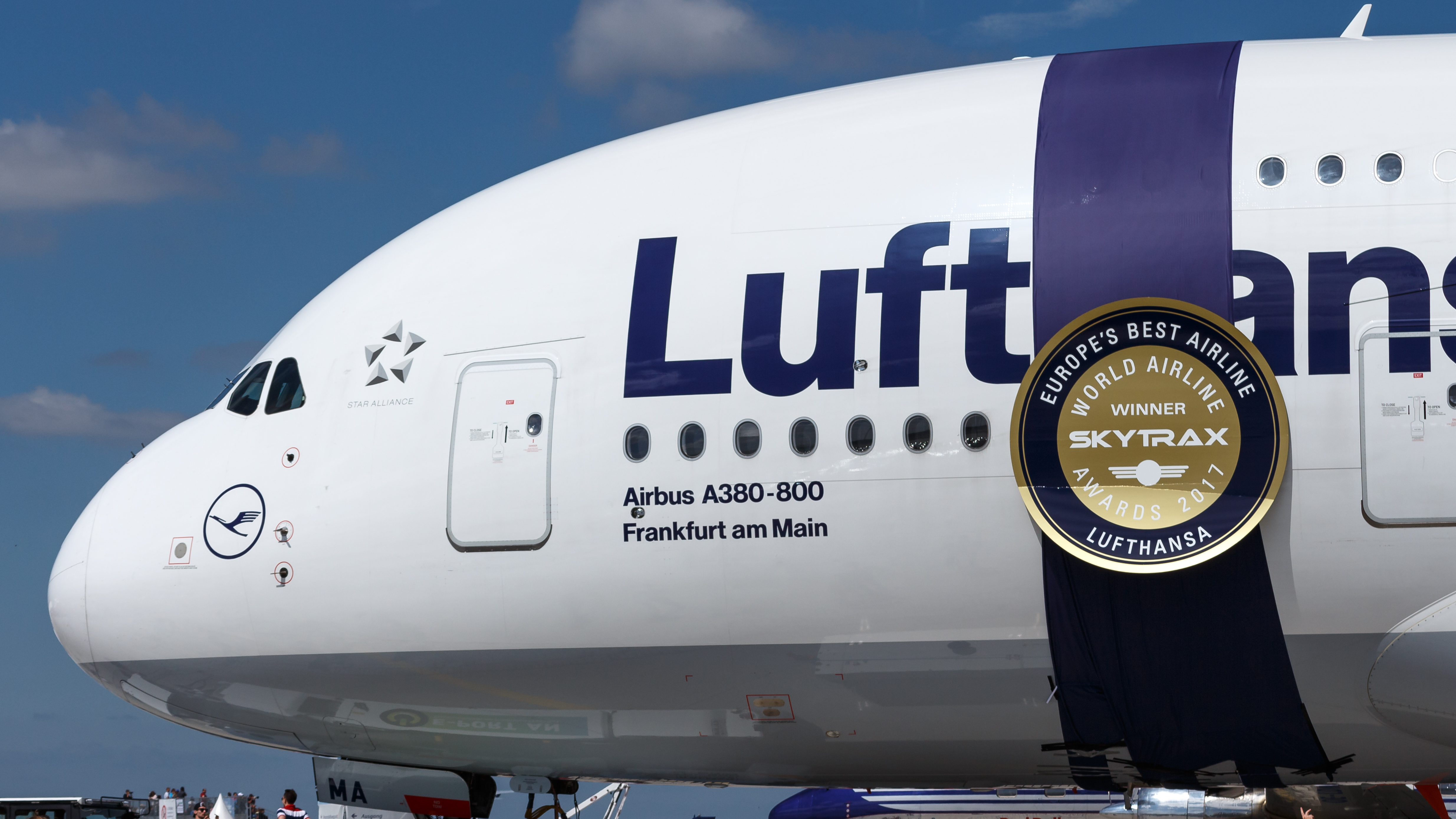
Lufthansa (Europe's Best Airline), la meilleure compagnie aérienne d'Europe (2017).

| Année | 1re              | 2e                            | 3e                            |
| ----- | ---------------- | ----------------------------- | ----------------------------- |
| 2010  | Lufthansa        | Swiss International Air Lines | Turkish Airlines              |
| 2011  | Turkish Airlines | Swiss International Air Lines | Lufthansa                     |
| 2012  | Turkish Airlines | Lufthansa                     | Swiss International Air Lines |
| 2013  | Turkish Airlines | Lufthansa                     | Swiss International Air Lines |
| 2014  | Turkish Airlines | Lufthansa                     | Swiss International Air Lines |
| 2015  | Turkish Airlines | Lufthansa                     | Austrian                      |
| 2016  | Turkish Airlines | Lufthansa                     | Air France                    |
| 2017  | Lufthansa        | Turkish Airlines              | Swiss International Air Lines |
| 2018  | Lufthansa        | Swiss International Air Lines | Austrian                      |
| 2019  | Lufthansa        | Swiss International Air Lines | Austrian                      |
| 2021  | Air France       | British Airways               | Lufthansa                     |
| 2022  | Turkish Airlines | Air France                    | Swiss International Air Lines |
| 2023  | Turkish Airlines | Air France                    | Swiss International Air Lines |
| 2024  | Turkish Airlines | Air France                    | Swiss International Air Lines |

### Aéroport de l'année
Depuis 1999, Skytrax évalue également la qualité des aéroports internationaux.
| Année | Or                                  | Argent                                 | Bronze                                               |
| ----- | ----------------------------------- | -------------------------------------- | ---------------------------------------------------- |
| 1999  | Aéroport d'Amsterdam-Schiphol       | –                                      | –                                                    |
| 2000  | Aéroport Changi de Singapour        | –                                      | –                                                    |
| 2001  | Aéroport international de Hong Kong | Aéroport international de Kuala Lumpur | Aéroport Changi de Singapour                         |
| 2002  | Aéroport international de Hong Kong | Aéroport Changi de Singapour           | Aéroport de Sydney                                   |
| 2003  | Aéroport international de Hong Kong | Aéroport Changi de Singapour           | Aéroport international de Dubaï                      |
| 2004  | Aéroport international de Hong Kong | Aéroport Changi de Singapour           | Aéroport d'Amsterdam-Schiphol                        |
|       |                                     |                                        |                                                      |
| 2005  | Aéroport international de Hong Kong | Aéroport Changi de Singapour           | Aéroport international d'Incheon                     |
| 2006  | Aéroport Changi de Singapour        | Aéroport international de Hong Kong    | Aéroport international Franz-Josef-Strauss de Munich |
| 2007  | Aéroport international de Hong Kong | Aéroport international d'Incheon       | Aéroport Changi de Singapour                         |
| 2008  | Aéroport international de Hong Kong | Aéroport Changi de Singapour           | Aéroport international d'Incheon                     |
| 2009  | Aéroport international d'Incheon    | Aéroport international de Hong Kong    | Aéroport Changi de Singapour                         |
|       |                                     |                                        |                                                      |
| 2010  | Aéroport Changi de Singapour        | Aéroport international d'Incheon       | Aéroport international de Hong Kong                  |
| 2011  | Aéroport international de Hong Kong | Aéroport Changi de Singapour           | Aéroport international d'Incheon                     |
| 2012  | Aéroport international d'Incheon    | Aéroport Changi de Singapour           | Aéroport international de Hong Kong                  |
| 2013  | Aéroport Changi de Singapour        | Aéroport international d'Incheon       | Aéroport d'Amsterdam-Schiphol                        |
| 2014  | Aéroport Changi de Singapour        | Aéroport international d'Incheon       | Aéroport international Franz-Josef-Strauss de Munich |
|       |                                     |                                        |                                                      |
| 2015  | Aéroport Changi de Singapour        | Aéroport international d'Incheon       | Aéroport international Franz-Josef-Strauss de Munich |
| 2016  | Aéroport Changi de Singapour        | Aéroport international d'Incheon       | Aéroport international Franz-Josef-Strauss de Munich |
| 2017  | Aéroport Changi de Singapour        | Aéroport international de Tokyo-Haneda | Aéroport international d'Incheon                     |
| 2018  | Aéroport Changi de Singapour        | Aéroport international d'Incheon       | Aéroport international de Tokyo-Haneda               |
| 2019  | Aéroport Changi de Singapour        | Aéroport international de Tokyo-Haneda | Aéroport international d'Incheon                     |
|       |                                     |                                        |                                                      |
| 2020  | Aéroport Changi de Singapour        | Aéroport international de Tokyo-Haneda | Aéroport international Hamad                         |
| 2021  | Aéroport international Hamad        | Aéroport international de Tokyo-Haneda | Aéroport Changi de Singapour                         |
| 2022  | Aéroport international Hamad        | Aéroport international de Tokyo-Haneda | Aéroport Changi de Singapour                         |
| 2023  | Aéroport Changi de Singapour        | Aéroport international Hamad           | Aéroport international de Tokyo-Haneda               |
| 2024  | Aéroport international Hamad        | Aéroport Changi de Singapour           | Aéroport international d'Incheon                     |

## Critiques
Skytrax offre également de services de conseil auprès des compagnies aériennes, et des conflits d'intérêts émergent quant à la partialité des évaluations que l'entreprise de notation appliquerait à ses propres clients. Il est également reproché à Skytrax d'attribuer trop de récompenses, de sorte qu'aucune compagnie aérienne ne se retrouve vraiment lésée par ses classements annuels.
En 2014, Etihad Airways choisit de ne plus faire partie du classement Skytrax.